# Salvelinus murta
Salvelinus murta és una espècie de peix de la família dels salmònids i de l'ordre dels salmoniformes.

## Morfologia
Els exemplars que es nodreixen de plàncton arriben fins als 20 cm de llargària total, mentre que els que mengen peixos assoleixen els 48.

## Alimentació
Menja zooplàncton i insectes, tot i que se n'han trobat exemplars piscívors.

## Hàbitat
Viu en zones d'aigües dolces i de clima polar (66°N-63°N, 25°W-13°W).

## Distribució geogràfica
Es troba a Islàndia.